# Yzeux
Yzeux település Franciaországban, Somme megyében. Lakosainak száma 267 fő (2022. január 1.). Yzeux Crouy-Saint-Pierre, Belloy-sur-Somme és Bourdon községekkel határos.

## Népesség
A település népessége az elmúlt években az alábbi módon változott:
| Lakosok száma | 269  | 267  | 271  | 267  | 268  | 269  | 270  | 271  | 267  |
|               | 2013 | 2015 | 2016 | 2017 | 2018 | 2019 | 2020 | 2021 | 2022 |